# مستر كاش (مسلسل)
مستر كاش مسلسل تلفزيوني كوميدي سعودي عُرض في شهر رمضان عام 2016، يتناول المسلسل العديد من المشاكل الاجتماعية المختلفة والتي تقع في المجتمع الخليجي ويتم تقديم حلول لها وذلك في إطار درامي كوميدي.
كتب نَص المسلسل عنبر الدوسري وحسين الراشد، وأخرجه أسد فولادكار